# فدریکو سکلی
فدریکو سکلی (انگلیسی: Federico Secli؛ زادهٔ ۱۴ مهٔ ۲۰۰۲) بازیکن فوتبال است.